# Château de Triadou
Château de Triadou je zámek nacházející se spolu s okrasnou zahradou na západním okraji obce Peyreleau nad soutokem řek Tarn a Jonte v departementu Aveyron. 

## Historie
Zámek Château de Triadou vznikl na místě původního hradu postaveného během 11. století. Z původního hradu se dochovaly pouze zbytky valů. Hrad byl v 15. století pobořen a jeho zbytky využil v roce 1470 jeho tehdejší majitel Pierre II. d'Albignac († 1517), pán z Triadou pro výstavbu zámku. Stavba zámku byla dokončena v červenci 1479 a od té doby jej obýval se svou manželkou Flore de Capluc. Kolem roku 1559 zámek rozšířil jejich vnuk Pierre III. d'Albignac (1529–1596), poté, co se při přepadu v okolí procházejících protestantských oddílů zmocnil jejich válečné pokladnice a získal tak prostředky na financování stavby. Jeho syn Simon d'Albignac (1560–1644) rozšířil své panství koupí sousedních pozemků, a tak se Peyreleau stalo centrem významného panství. Simonův syn François I. d'Albignac (1600-1696) nechal zámek v roce 1669 značně rozšířit, zejména vybudováním nových obytných prostor, osmiboké kaple a velké čtvercové věže.
Poslední majitel zámku z rodu Albignaců, Philippe-François d'Albignac de Castelnau († 1814), biskup z Angoulême, odešel po Francouzské revoluci v roce 1792 do exilu v Anglii a zemřel 3. ledna 1814 v Londýně. Byl obviněn z toho, že stál v čele kontrarevoluční lupičské bandy, která proslula hrůznými násilnými činy. 27. července 1791 vyslaly úřady v Millau na zámek Triadou oddíl milicionářů, kteří jej vyrabovali a pod hlavním schodištěm našli dvě truhlice zlata a stříbra. Obvinění proti biskupovi bylo pravděpodobně neopodstatněné a bylo pouze záminkou k prohledání zámku a zabavení pokladu. Objekt byl poté zabaven obcí a sloužil jako radnice až do výstavby nové budovy v roce 1893.
Dne 12. května 1944 byl zámek byl zapsán na francouzský seznam kulturních památek. Nyní je v soukromém vlastnictví.

## Galerie

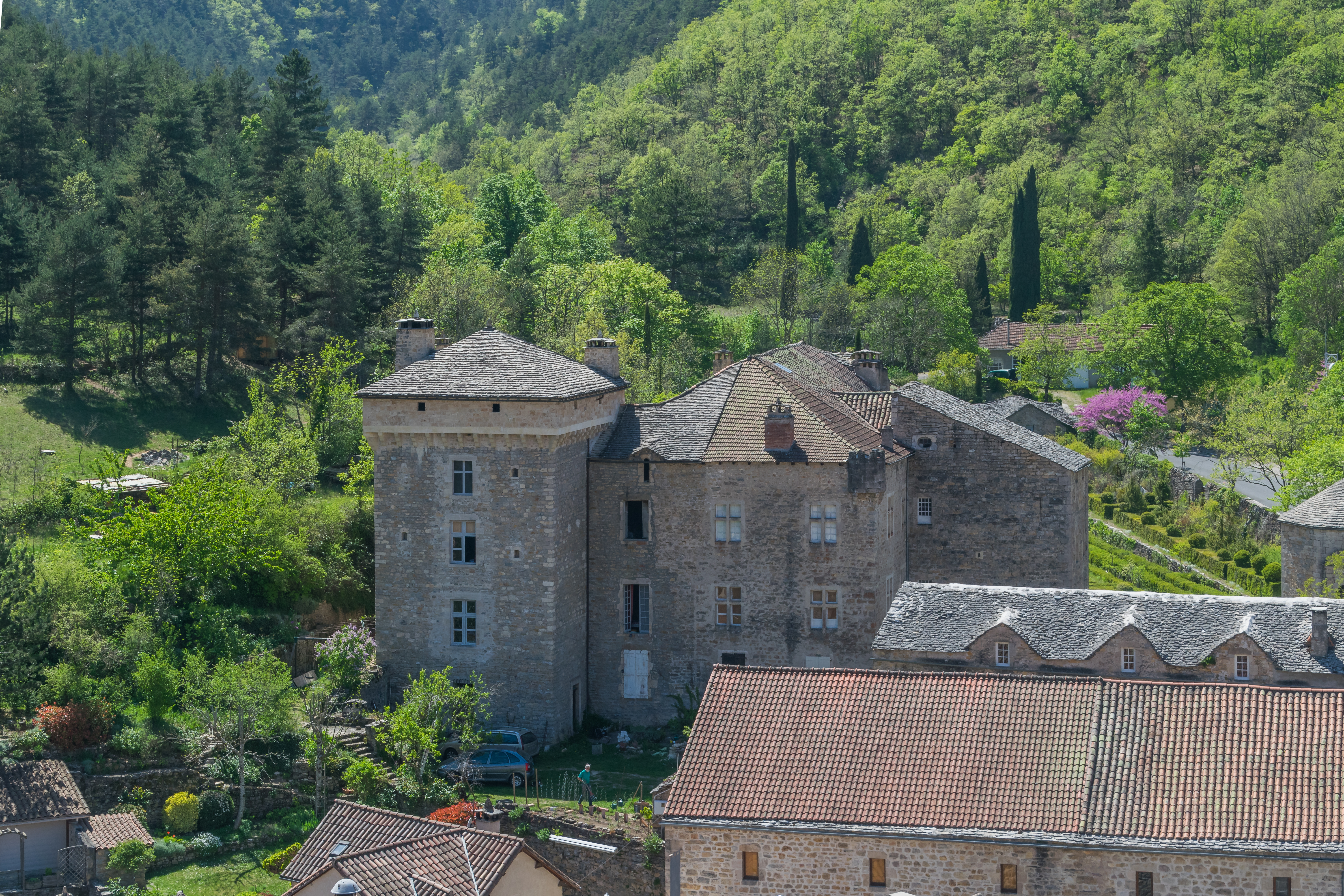
Zámek Château de Triadou
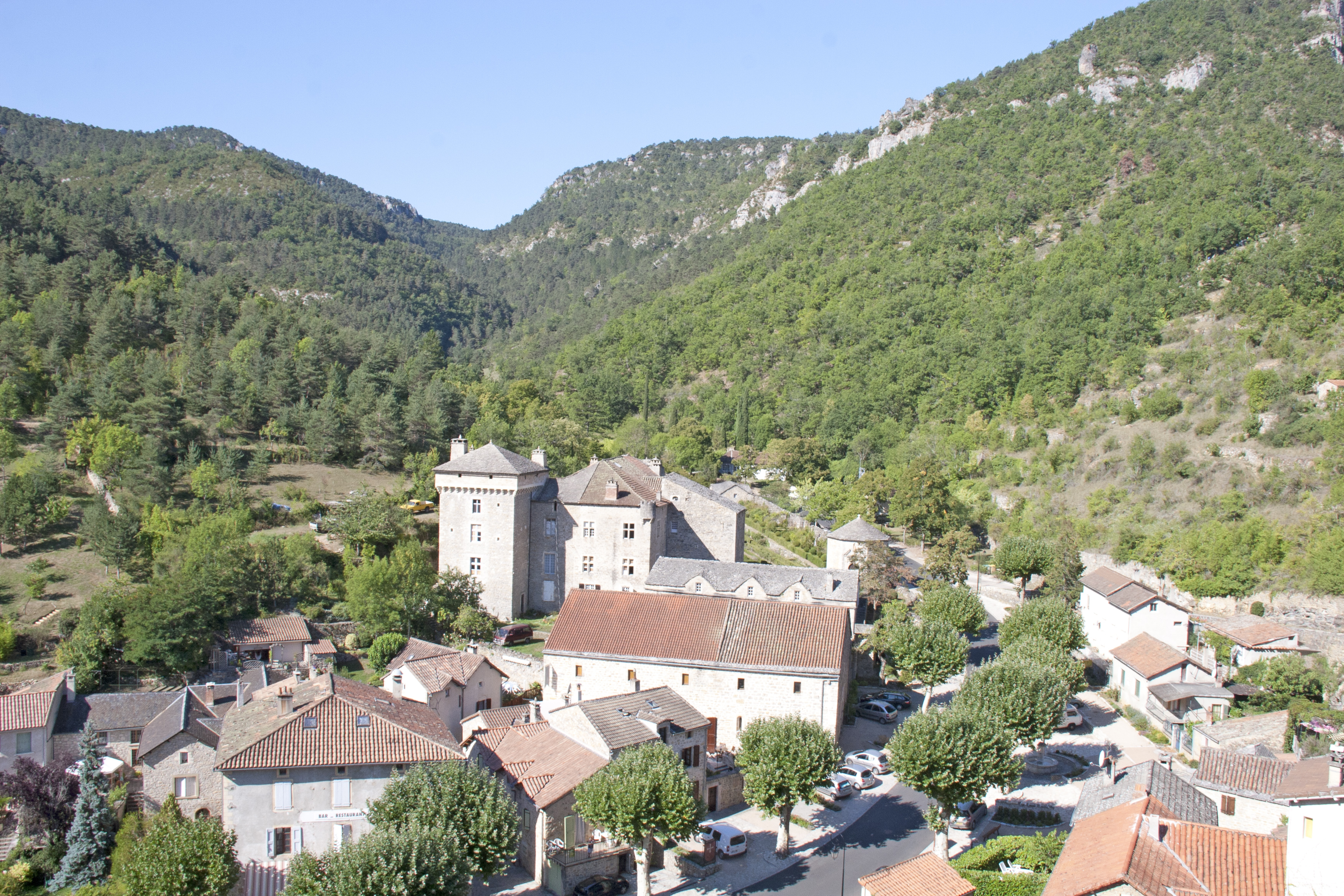
Zámek Château de Triadou
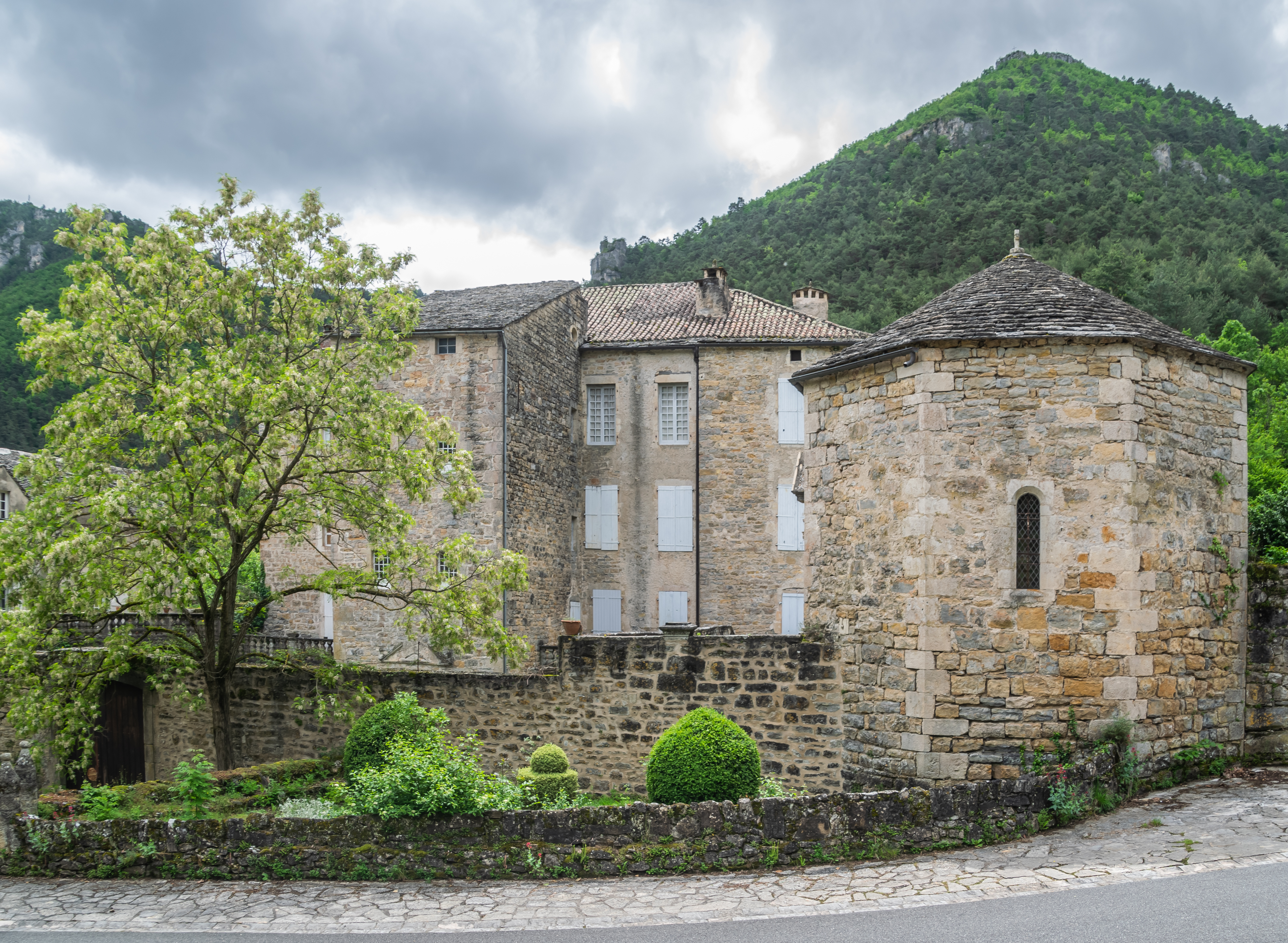
Zámek Château de Triadou s kaplí
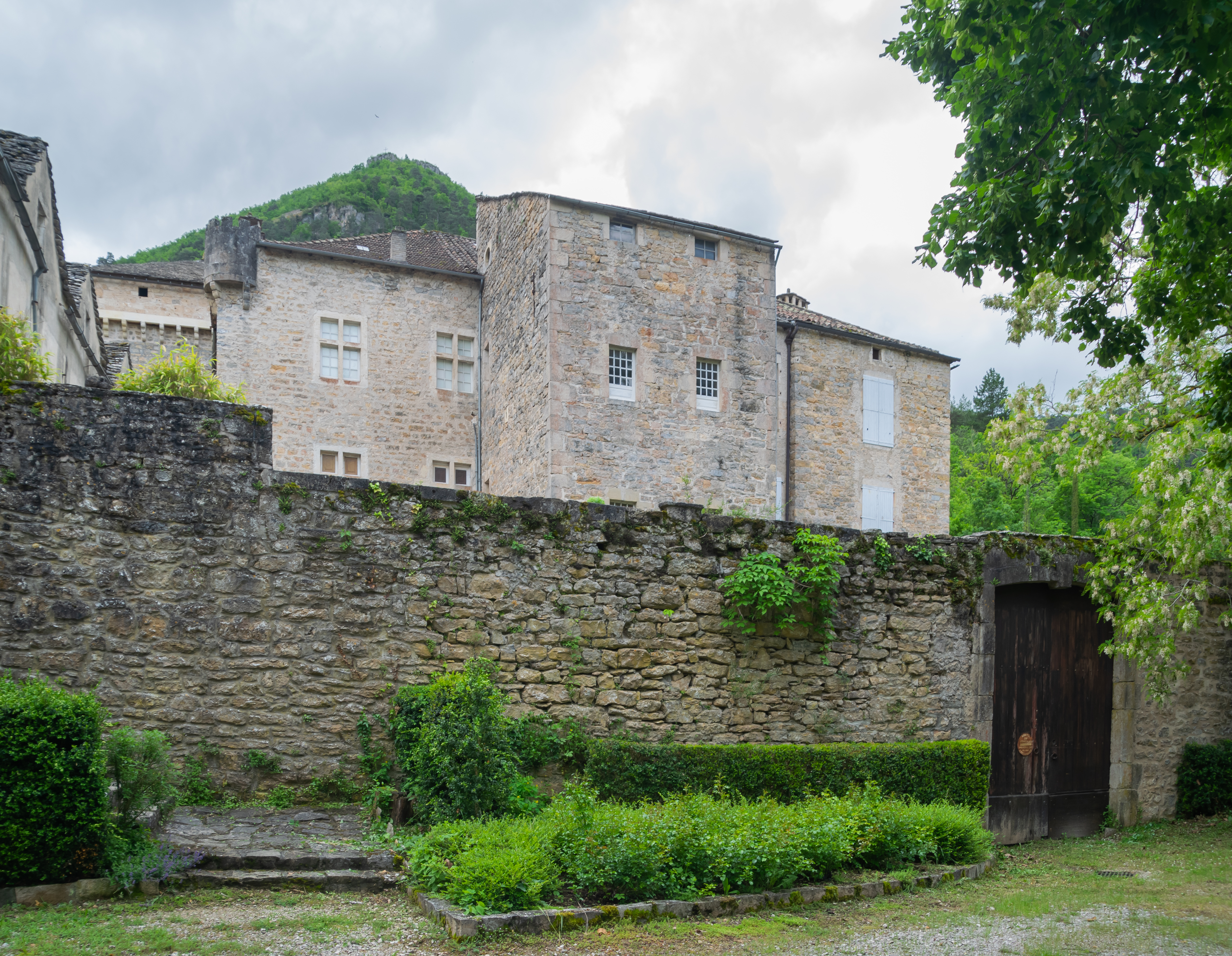
Zámek Château de Triadou
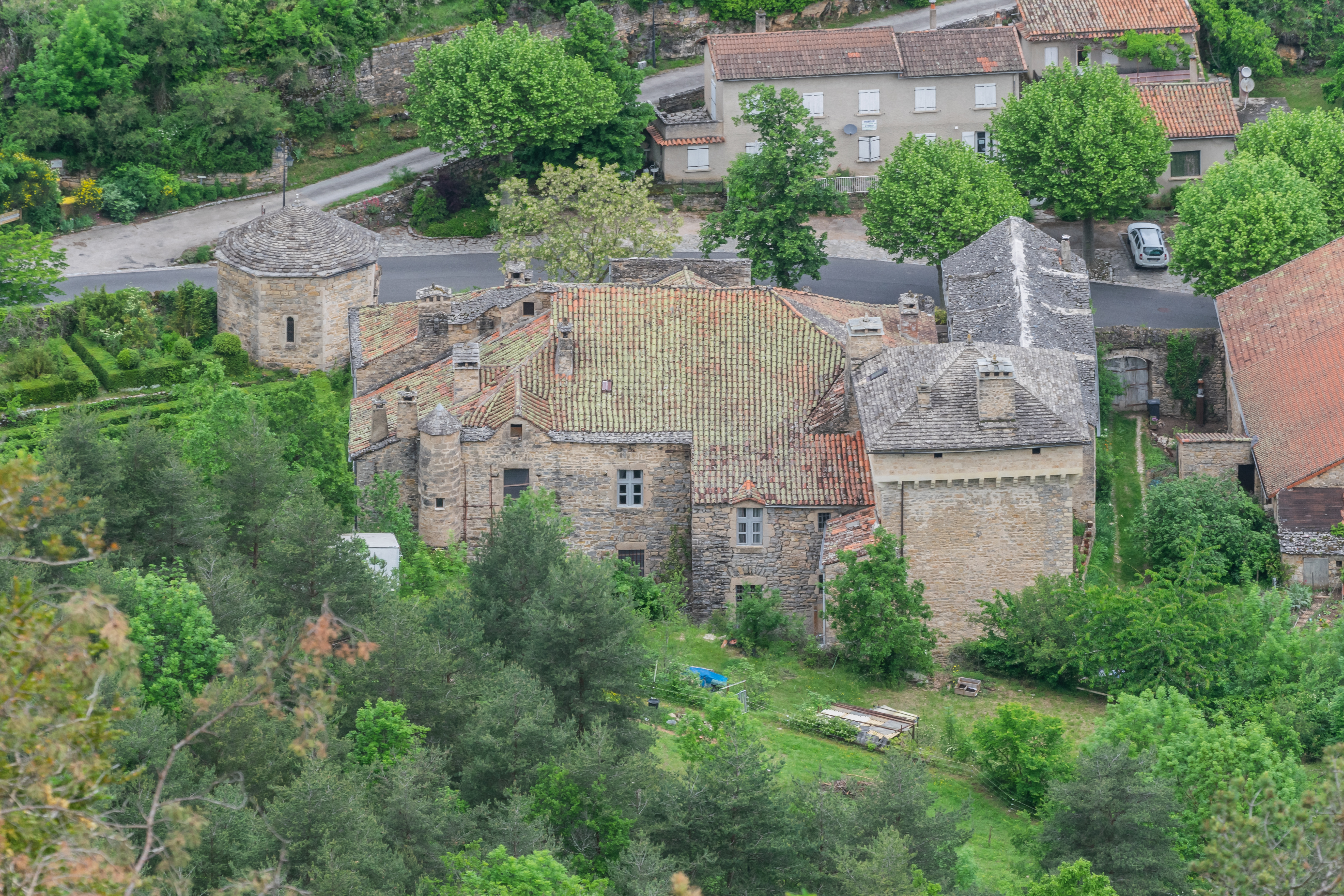
Zámek Château de Triadou